# Robin Hartshorne

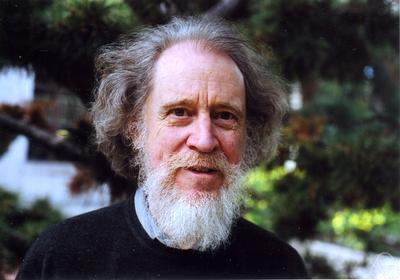
Robin Hartshorne

Robin Cope Hartshorne (15 maart 1938) is een Amerikaans wiskundige. Hartshorne is een algebraïsch meetkundige, die bij Zariski, Mumford, Serre en Grothendieck studeerde.
Hij was in het najaar van 1958 een Putnam Fellow. In 1963 ontving hij zijn doctoraat van de Universiteit van Princeton. Daarna werd hij Junior Fellow aan Harvard University, waar hij meerdere jaren doceerde. In de jaren 1970 werd hij aan de faculteit aan de Universiteit van Californië, Berkeley benoemd. Hij is momenteel met emeritaat.
Hartshorne is de auteur van het populaire leerboek Algebraic Geometry.  Hij heeft daarnaast ook interesse in klassieke Euclidische meetkunde.

## Geselecteerde publicaties
- (en)  Foundations of Projective Geometry, New York: W.A. Benjamin, 1967;
- (en)  Algebraic Geometry, New York: Springer-Verlag, 1977; gecorrigeerde 6e druk, 1993. GTM 52, ISBN 0-387-90244-9
- (en)  Geometry: Euclides and Beyond, New York: Springer-Verlag, 2000; gecorrigeerde 4e uitgave, 2005. ISBN 0-387-98650-2
- (en)  Vervormingstheorie, Springer-Verlag, GTM 257, 2010, ISBN 978-1-4419-1595-5